# はやて×ブレードの登場キャラクター
はやて×ブレードの登場キャラクター（はやて くろす ぶれーどのとうじょうきゃらくたー）は林家志弦作の漫画作品『はやて×ブレード』に登場する架空の人物の一覧。声優名はドラマCDより。
剣待生の組の名前の順番は、「天」「地」の順とする。

## 中等部剣待生

### 黒鉄・無道組
黒鉄 はやて（くろがね はやて）
声 - 間宮くるみ
本作の主人公。中等部2年（初登場時は1年C組）。怪我で入院中の双子の姉・ナギの身代わりとして天地学園に入学するが、綾那との楔束の際に正体が知られ、ひつぎの判断でナギと共に入学が認められた。ナギと共に育った孤児院「たんぽぽ園」の借金返済のため、剣待生として星奪りに参加する。
明朗快活で物怖じしない楽天的・脳天気な性格で、常にテンション高めで勢いに任せた行動が多く、周囲から「バカ」と呼ばれている。自分をさらけ出して相手の懐へ飛び込んでゆく一方、周囲への気遣いも忘れず、他人や物事の本質・真意を的確に掴んでいることも多い。綾那を自分の嫁と公言し、綾那に性的に迫っては容赦なく叩きのめされている。一方で姉であるナギに対しては、何故か遠慮がちな態度を見せている。仲良くなった相手は、世話になった人物に対しては、剣の柄頭に付ける猫形のマスコット「しげるファミリー」を手作りして配っている。また、興奮すると手ではなく尻が出る（ヒップアタックをかます）という癖がある。
剣術スタイルは直線的で単純ながら綾那を凌ぐスピードを誇り、速さだけなら静久にも匹敵するとも言われている。身長140cm、体重34kg。
無道 綾那（むどう あやな）
声 - 雪野五月
本作のもう一人の主人公。高等部1年（初登場時は中等部3年G組）。他人に対して冷めた態度を取ることが多く、言葉にも容赦がないが、筋の通らないことを嫌い自分の信念は決して譲らない。趣味はコンピュータゲーム。はやてのことは「クロ」と呼んでいる。
入学以来、幼馴染のゆかりと組んで星奪りに参加していたが、自分の慢心とトラウマが遠因となってゆかりに重傷を負わせてしまい、後悔と自責の念から楔束を解消し寮の部屋に引き籠もっていた。しかしはやての猛烈な押しに負け、ゆかり達に対する自分の気持ちの区切りをつけるべく、星奪りへ復帰する。
はやてや順が性的な発言をする度に、容赦ない鉄拳制裁を加えている。他人の顔と名前を覚えるのが苦手で、ごく身近な友人や強い因縁のある相手以外は、白服の人間すら覚えておらず、また覚えている場合も名前を間違えていることがしばしば。剣術の師匠である亡くなった祖父に関係する過去のトラウマから、ゆかりに勧められた度の合っていない眼鏡をかけていた。朱・氷室組との再戦とゆかりとの対戦を経てトラウマは克服したが、ゲームのし過ぎで視力が落ちてしまったため、眼鏡は度を合わせてそのままかけている。妙なプリントが入ったTシャツを部屋着として着ていることが多い他、入院中の夕歩を見舞いに奇抜なジャージを着ていこうとして順を呆れさせているなど、やや独特な美的センスをもっている節がある。身長159cm、体重47kg。

### 吉備・犬神組
吉備 桃香（きび ももか）
声 - 大本眞基子
中等部2年（初登場時は1年C組）。Dランカー、後にCランカー。はやてのルームメイトで最初の友達。直情型熱血少女で岡山弁を話す。
1学年上のりおなとは幼馴染であり、刃友から暴力を受けるりおなを救い、自らの刃友にするために単刃者を貫きつつその機会をうかがっていた。後にりおなの刃友・桜花に決闘を挑みこれに勝利するも、桜花と共にお笑い剣士を目指すりおなに楔束を拒否されてしまう。このことをきっかけにショートカットだった髪型を更に短くし、以前から自分に付きまとっていた五十鈴と楔束を結んだ。以来五十鈴と行動を共にしており、乙葉との諍いの後は乙葉と未知も加えて4人で一緒にいることが多い。
剣術スタイルは力押し。左構えだが右構えの心得もあり、癖らしき癖がなく攻撃が読みづらい一方で、速さが足りず決め手に欠けると流麗に評されている。新制服披露の模擬試合でのはやての活躍に触発され、新年度最初の星奪りではやて・綾那組に挑戦。はやてと互角の戦いを繰り広げるが、とどめの一撃をはやてにかわされて反撃を受け敗れた。
はやてに敗戦した後は、癖がなく特定の型を持たない自分の特性を自覚し、自分の使う剣術を「吉備どっちつかず流中途半端剣」と名乗っている。身長157cm、体重45kg。
犬神 五十鈴（いぬがみ いすず）
声 - 能登麻美子
中等部2年（初登場時は1年D組）。ランカー、後にCランカー。強い霊能力を持つ家系に生まれ、桃香に「魔界に通じている」とまで言われるほど並外れた霊能力を持つ。内向的な性格とウェーブのかかった長髪で顔を隠す不気味な風貌が災いして他の生徒から気味悪がられていたため、唯一普通に接してくれた桃香に好意を抱き続けていた。桃香と刃友になった際、暗いイメージを払拭するため桃香の手で髪型をリボンで結んだツインテールにされ、別人のように可愛らしい外見になった。ただし、根暗な性格とオカルト趣味は変わっていない。桃香からの愛称は「わんこ」。
複数人を一度に動けなくできるほどの呪術の腕前を持っており、そのために戦闘スタイルが剣術よりも呪術に頼りがちになってしまい、本人もそのことに悩んでいる。桃香に危害が及ぶと過剰な反応を示し、周りが見えなくなってしまう。
新年度最初の星奪りではやて・綾那組に挑戦し、柳生石舟斎や宮本武蔵など数々の歴史的剣豪の霊を自分の体に憑依させて戦わせることで綾那を追い詰めたが、剣豪たちの超人的な身体能力に自身の体力がついていかずに倒れてしまい、綾那の叱咤に無理を押して自分自身の技と力で立ち向かっていったところに強烈な一撃を受け、敗れた。身長153cm、体重44kg。

### 鬼吏谷・宝田組
宝田 りおな（たからだ りおな）
中等部3年（初登場時は2年F組）。桃香の1歳上の幼馴染で、同じ道場に通っていた。桃香と楔束の約束をしていたが、桜花に無理矢理楔束され、事あるごとに暴力を振るわれるようになる。しかしそのような日常を送っているうちに、桜花に殴られて鼻血を出す自分を「オイシイ」と思うようになり、桜花と一緒にお笑い剣士になることを目標とするようになった。自分との楔束解消を賭けた桃香との試合に桜花が敗れた後も楔束を継続、現在はお笑いコンビ「鬼ヶ島」として時折ゲリラライブなどを行っている。身長160cm、体重48kg。
鬼吏谷 桜花（きりや おうか）
中等部3年（初登場時は2年B組）。りおなの意思を無視して無理矢理楔束し、虐待じみた接し方をしていたことから桃香に決闘を挑まれ、残虐な戦い方を見せるも敗れ去った。しかしりおなが楔束を解消するのを拒んだため、その後も楔束を継続。現在もりおなに対する接し方は変わっていないが、りおながそれをツッコミとして嬉々として受けているため、今では主導権を握られむしろ振り回されている。身長162cm、体重50kg。

### 貴水・浅倉組
浅倉 みずち（あさくら みずち）
高等部剣待生を参照。
貴水 蒼（たかみ そう）
声 - 下屋則子
中等部3年（初登場時は2年A組）。父親の工場が残した借金を返すため、2年の春に天地学園へ転入した。真面目な性格でみずちを敬愛しており、綾那を倒すためみずちの命令ではやてに接近し、睡眠薬入りのドリンク剤を飲ませたり、自らの身の上を語り情にほださせようとするなどの工作を行った。結果的に工作を意に介さないはやての単純さの前に敗れたものの、そのはやての性格もあって星奪りの後にも遺恨を残すことなく和解。以降ははやてやその周囲の剣待生らとも友好的な関係を保ち、実家の借金もみずちが肩代わりをすることで解決した。
大人びた外見のみずちとは対照的に背が低く、親子連れと間違われることもある。身長140cm、体重36kg。

### 雉宮・猿楽組
雉宮 乙葉（きじみや おとは）
声 - 小林沙苗
中等部2年（初登場時は1年D組）。シャーマンの家系に生まれ、言霊による催眠術や大陸の精霊術を使いこなし、父親と共にアメリカ先住民の部族と修業をしたこともある。物事を斜めに見たニヒルな立居振舞いをしているが、桃香らに振り回され三枚目的な役割を演じることが多い。英会話や馬術など、星獲りとは直接関係ないスキルに長けている。
未知と仲違いし、自分と似た能力を持つ五十鈴を新しい刃友にするべく陰謀を巡らせるが失敗し、更に桃香との一騎討ちの途中で未知との間に誤解があったことに気付き、勝負はうやむやのまま終わった。
シャーマンとしては五十鈴も認めるほど高い潜在能力を持っているが、完全に意識して使いこなすことはできず、卒業乱奪りで未知がシドに失神させられ激昂した時は、精霊を暴走させて大規模な山崩れを引き起こしてしまった。
桃香らとの諍いの後は桃香・五十鈴・未知と4人で行動していたが、新年度二度目の星奪りの後、思うように結果を残せない自分の不甲斐なさを恥じ、桃香らを倒すべく未知と共に大地寮へと入った。身長155cm、体重45kg。
猿楽 未知（さがら みち）
声 - 広橋涼
中等部2年（初登場時は1年A組）。天真爛漫な性格で、細かい事はあまり気にしない。意地っ張りな所もあり、乙葉と仲違いしたまま引っ込みがつかなくなっていたが、乙葉と桃香の一騎討ちの途中で乙葉の本音を聞いて仲直りした。以降は桃香・五十鈴と共に4人で行動している。実家は農場と牧場を経営している。
乙葉のことを「キジっちゃん」と呼び、自信たっぷりのボケと歯に物着せぬ辛辣なツッコミで常に乙葉を狼狽させている。通信教育で截拳道を習っておりヌンチャクの扱いを得意とするが、まだランクが低く剣の改造ができないため、現在はそのかわりに支給されたトンファーを使っている。身長152cm、体重42kg。

## 高等部剣待生

### 黒鉄・無道組
中等部剣待生を参照。

### 静馬・久我組
久我 順（くが じゅん）
声 - 豊口めぐみ
高等部1年（初登場時は中等部3年G組）。Bランカー。明るく脳天気な性格だが、レズビアン・変質者的傾向があって性的な言動・行動が多く、綾那を性的な話題でからかったりはやてに余計な知識を植え付けたりする度に、綾那に鉄拳制裁を加えられている。実家は代々静馬家に仕える家系であり、幼馴染で親友・刃友の夕歩には頭が上がらず、常に夕歩の体調を気にかけている。
剣を逆手に握り、久我家に伝わる様々な忍術と、超人的な身の軽さで相手を翻弄する。はやて・綾那組戦ではあと一歩で綾那を倒せるところまで追い詰めたが、突然の降雨で意識が夕歩の体調に向いた隙を突かれて星を落とされ、直後はやてと夕歩の戦いに乱入して失格となってしまった。夕歩の休学中は、夕歩の希望もあって単刃でありながら特例で天地二刀として星奪りに参加。二刀流で戦うスタイルを編み出していった。夕歩が復学してからはペアでの星奪りに戻ったが、ほぼ同時期に星奪りのルールが変わり、使用武器の制限が緩和されたため、以後も二刀流のスタイルを続けている。
旧寮では綾那のルームメイトだったが、天空寮では玲のルームメイトとなっている。身長160cm、体重48kg。
静馬 夕歩（しずま ゆうほ）
声 - 松岡由貴
順の幼馴染で刃友。高等部1年（初登場時は中等部3年B組）。Bランカー。順の暴走を止めることのできる唯一の人物。久我家が静馬家に仕える家系であるため順から「姫」と呼ばれているが、本人はその愛称で呼ばれるのをあまり好んでいない。はやてからは名前を「Σ UFO」と勘違いされたことから「しぐま」と呼ばれており、夕歩の方ははやてを「チビっ子」と呼んでいる。
生来体が弱く、長く寝たきりの生活を送った時期もあった。元気なうちにやりたいことをやろうと天地学園に入学し、順と共に星奪りに参加する。物静かで、見ず知らずの相手とも分け隔てなく接する。一方でかなりの頑固者でもある。暗い場所や幽霊が苦手。親指を立てるジェスチャーをなぜか下向きに行う。
剣術に合気道と日本舞踊の動きを組み合わせた特殊な戦闘スタイルをしており、相手の力を利用する独特の投げ技と、太刀筋を読ませない変則的な動きで、体力的なハンデをカバーしている。中学3年生の秋に病状が悪化し、入院する前の最後の星奪りとしてはやて・綾那組に仕合を挑み、はやてを常に圧倒し最後は会心の一撃を打ち込んだが、体調を心配した順の乱入により失格・無効試合となってしまった。その後、病気の治療のため休学、年が明けて治療が完了すると同時に復学し高等部に進学した。
順とは異母姉妹の関係にあるが、当人同士と一部の人間以外はその事実を知らない。身長152cm、体重38kg。

### 貴水・浅倉組
浅倉 みずち（あさくら みずち）
声 - 桑島法子
高等部1年（初登場時は中等部3年A組）。Bランカー。実家は金融業「スマイリー・ファイナンス」を経営しており、はやてが星奪りに参加する理由となったたんぽぽ園の借金返済の、その債権主でもある。
プライドの高い性格で、入学当時から高い実力をもっていた綾那を刃友として理想的であると考え、過去に二度楔束を求めるも全て断られている。刃友として選ばれなかった逆恨みと、社長である母親からの指示により、蒼を使った策略を巡らせてはやてと綾那に戦いを挑むが、敗北。この戦いで綾那の信念を知って和解し、以来事件があると積極的にはやて達に協力している。しかし未だに綾那から名前を覚えられていないのが悩みの種でもある。
また年齢にしては非常に大人びた外見をしており、「おかみさん」など年上扱いされる度に激しく落ち込んでいる。1級下の刃友である蒼にはやや厳しく接しているが、綾那との戦いの後は「刃友は自分と同等でなければならない」という考えを改め、共に足りない部分を補いながら上を目指す関係を築いていった。その剣術スタイルは綾那に酷似している。身長159cm、体重46kg。
貴水 蒼（たかみ そう）
中等部剣待生を参照。

### 朱・氷室組
朱 炎雪（ジュ エンスウ）
声 - 渡辺明乃
高等部3年（初登場時は2年E組）。中国からの留学生。日本語をほとんど話せないため、瞑子の通訳がないと他人とコミュニケーションをとれない。元Sランカーで、頂上戦に敗れた後再び特Aランクまで勝ち上がってきた。星河・月島組の後釜として2度目のSランク入りを要請されたが、頂上戦よりも下位ランカーとの対戦を望んで特Aランクに留まり、その後規定違反でAランクまで落ちた。
運動神経が獣じみており、度々アクロバティックな動きを見せる。剣は柄頭に紐をつけた両刃剣に改造し、紐を使うことで遠い間合いの相手に対しても飛び道具のように攻撃することができる。かつて綾那・ゆかり組との対戦でゆかりに重傷を負わせ、楔束解消の原因を作った。性格や行動基準も動物的で、時折裏山で食糧を狩猟している。ひつぎや綾那など「自分と同じもの」を持つ「仲間」との対戦に執着している。
冬休み明け初回の星奪りではやて・綾那組と対戦し、執拗に綾那のトラウマと本性を呼び起こそうとするも失敗、はやての天の剣をはやての体ごと振り回す綾那の奇策に敗れた。これによって綾那がトラウマを克服した後は、綾那を「仲間」ではないと見限ってやや気落ちしていたが、その後は卒業乱奪りで剣を交えたナギに興味を抱くようになる。身長163cm、体重51kg。
氷室 瞑子（ひむろ めいこ）
声 - 斎賀みつき
高等部3年（初登場時は2年E組）。元Sランカー。伊達眼鏡をかけており、中国語と英語を話せる。
冷淡で酷薄な性格で、嘘を交えて他人の精神を攻撃・操作することを好む歪んだ人間性をしており、紗枝に「人を人とも思っていない」と言わしめている。断ち合いにおいても心理戦やだまし討ちを用い、相手に負傷を負わせることも躊躇しないが、一方で剣技の実力はそれほど高くなく、心理戦が通じなくなるとゆかりや綾那にあっけなく星を奪われている。動物的で行動の読めないルームメイトの炎雪を好み、飼い主のように接している。身長168cm、体重54kg。

### 滝沢・今井組
滝沢 秀耶（たきざわ ひでや）
高等部3年。瞑子の元刃友で同級生。Bランカー。瞑子が「面倒な子」と評するほど自己中心的な性格で、思い通りにいかないことがある度に「ストレス」と口走っては苛立ちを顕にする激しい気性の持ち主。
新制服披露の模擬試合で鈴木と組んで綾那・ゆかり組と対戦、司会進行の玲に鞘を投げつけ、鈴木を盾にして綾那の攻撃を防ぐなど正々堂々とは言い難い戦いを繰り広げ、椿の観客席からの一喝に怯んだところを綾那に打ち込まれ敗北した。以来、綾那を標的として狙っている。
戦い方に問題はあるがその実力は高く、夕歩の投げ技を一度受けただけで会得するなど勘も鋭い。身長163cm、体重50kg。
今井ローズ・アンナ椿（いまいローズ・アンナつばき）
秀耶の刃友で同級生。Bランカー。ハーフだが、英語は喋れない。口調は秀耶に似ているが、性格は温厚で良識的かつ、やや押しが弱い。そのため気分家で気性の激しい秀耶に振り回され気味であり、自分だけ話の展開に乗り遅れたり蚊帳の外になることもしばしば。屈折した秀耶のことを気にかけており、時にはたしなめながら、いつか正々堂々とした断ち合いをしてくれることを望んでいる。使用する剣はルール改定後のセレクトタイプのものがベースになっているが、鍔が椀状になっており、また柄が片手持ち用に短く調整されているなどの細かい調整が加えられている。身長166cm、体重54kg。

### その他の高等部剣待生
鈴木 園絵（すずき そのえ）
声 - 池田千草
高等部1年（初登場時は中等部3年）。Dランク剣待生。綾那・ゆかりの星奪りの初めての相手で、初戦で星奪りの勝手が分かっていなかった綾那に手酷く負けたことを未だに根に持っている。はやての星奪り初参加、綾那の星奪り復帰戦の相手となり、二人を手錠で繋いで圧倒的優位に立ったと思った瞬間、はやてに刃友の星を奪られ敗北した。その後、高等部に進学した時に模擬戦で秀耶と組んで綾那・ゆかり組と再戦、三人とのあまりの実力差に秀耶を苛立たせていた。ひつぎからは「想像を絶する雑魚」、綾那からは「最弱王」とまで揶揄されている。
刃友（天）は相田翔子（声 - かんのひとみ）。相田の下の名前は長く不明だったが、第2回キャラコンで初めて明らかになった。
増田 恵（ますだ けい）
声 - 升望
高等部1年（初登場時は中等部3年B組）。Bランカー。旧寮では夕歩のルームメイトだった。根本からはケイちゃんと呼ばれている。
基本的にお人よしで押しが弱く、綾那と順の諍いの八つ当たりで綾那に叩きのめされたり、夕歩の休学中には夕歩のベッドを私物化し、怪しげなグッズを持ち込む順に悩まされたりと、何かと気苦労が多い。特に綾那が怒っている時に遭遇しては度々ひどい目に遭わされているため、綾那の存在に怯える日々を送っていたが、天空寮ではその綾那と同室にされてしまう。身長157cm、体重48kg。
根本 美鶴代（ねもと みつよ）
高等部1年（初登場時は中等部3年E組）。ケイの刃友。増田からはミーちゃんと呼ばれている。ケイと同じく、綾那に怯えている。身長156cm、体重46kg。
稲葉 響子（いなば きょうこ）・松本 美香（まつもと みか）
高等部2年（初登場時は1年、両者とも）。松本が天。自称「Bズ」。巨乳のための下着メーカーを立ち上げるために楔束されたコンビで、Bはバストの意。はやてたちと同じ日にBランクに昇格するが、その直後にはやて達と戦いあっさり負ける。稲葉の胸は偽物だった。
吉川 司（きっかわ つかさ、声：藤村歩）・布袋 朋（ほてい とも、声：又吉愛）
高等部2年（初登場時は1年B組、両者とも）。神門玲非公式ファンクラブ、通称「Aチーム」のリーダー。吉川は瞑子の母方の従妹で、瞑子に乗せられてファンクラブを結成したり、必要もないのに眼鏡をかけたりしている。
剣の実力はDランクで非常に弱い。ファンクラブ活動が明るみに出てファンクラブの解散を命じられた後も、残党として活動を続けている。学園祭でははやての制裁と称してみきを誘拐し、エキシビジョンマッチの際には紗枝の剣に細工を施そうとするなど、問題のある行動が目立っていたが、エキシビジョンマッチ時の工作で結果的に玲が負傷する事態を招いたことから態度を改めており、以降は玲とその刃友である紗枝のことを真に想っての行動もみられた。吉川は身長161cm、体重50kg。布袋は身長160cm、体重51kg。
武器屋（ぶきや）
高等部2年（初登場時は1年）。剣待生の武器を調整・カスタマイズを担当する「武器調整局」所属で、作中では紅愛や槙の改造を請け負っていた。オタク気質でフィギュア集めが趣味。「武器屋」が本名であるのか愛称なのかは不明。

## 黒組

### 黒鉄・知花組
黒鉄 ナギ（くろがね ナギ）
はやての双子の姉。中等部2年（初登場時は1年G組）。外見ははやてと瓜二つだが雰囲気や物腰は正反対で、他人と関わろうとしない寡黙な性格をしており、叶依以外に友人がいない。
怪我の療養で長期入院し、身代わりとしてはやてを天地学園へ入学させた。治療を終えた冬休み明けに学園に転入し、はやての後を継いで綾那と楔束しようとしていたが、はやてに拒否され諦めた。その後流麗と楔束する約束をしていたが、流麗がそれを忘れて柳生と楔束してしまったため、単刃の状態が続いていた。その後、はやてに早く追いつく必要があることと、単刃者は寮別対抗戦に出場できず新寮への入寮も許されなくなったことから、自分を追い回していた叶依と仕方なく楔束し、はやてに対抗するため大地寮に入った。
左手を大きく前に出し、右手に握った剣を大きく後ろに引く、特徴的な構えをしている。痛みに鈍感な体質で相手の攻撃に対する恐怖心が薄く、その性質を生かした変則的で捉えどころのない剣術スタイルを用い、炎雪や夕歩と互角の戦いを繰り広げる実力を持つ。身長141cm、体重34kg。
知花 叶依（ちはな かない）
中等部1年（新入生）。沖縄出身で沖縄方言を喋る。非常に背が高く、呑気で人懐こい。剣術に空手道を組み合わせた独特の戦闘スタイルで、拳を使って相手の剣撃を防御する。
玲・紗枝組の頂上戦の際に道に迷ってナギと出会い、新制服披露の模擬試合でナギと組んではやて・夕歩組と対戦したことなどから、ナギのことを「なーさん」と呼んで懐き、楔束しようと追い回していた。元々黒組の一員で、本来組むべき仲間との楔束を嫌がったために組から抜けた形になっていたが、大地寮に入ったことで再び黒組の一員となっている。
「知花」は本来「ちばな」と読むが、作者はTwitterにて「あえて『ちはな』にした」と語っている。身長178cm、体重60kg。

### 風吹・雨堂（新）組
風吹 一（ふぶき はじめ）
中等部1年（新入生）。ひつぎの従妹（叔母の娘）にあたり、自身の剣の才能に絶対的な自信を持っている。会話の流れを理解するのが人より遅く、更に流れを誤解しやすい一面がある。
師である黒鉄大洋の命を受けて黒組を率いて天地学園に入学し、ひつぎから学園の全ての生徒を奪うべく「刃取り合戦」を挑む。一方で、師の養子・弟子であるはやてとナギのことも標的としている。
新年度のシステム変更とを受け、黒組のトップとして大地寮の寮長に任命された。
左耳には刃友である新月とお揃いのデザインである、長い房のついたピアスを着用している。
雨堂 新月（うどう しんげつ）
高等部1年（新入生）。黒組の一員。長身でスキンヘッドにした髪型が特徴。いかなる時も沈着冷静で感情を表に出さない。棒術の使い手であり、入学当初の対戦では元白服である神門・祈コンビの猛攻を一人で完全に封じ込めるなどの高い実力を見せ、その鉄壁の守りは玲をして「結界かよ」と言わしめた。
はじめとは刃友だが、実家が風吹家子息の護衛役という役目をもった家柄であることから、自分を出すことなく淡々とはじめに付き従っている。
また双子の妹・双月（そうげつ）も黒組の一員。

### 晴渡・雨堂（双）組
雨堂 双月（うどう そうげつ）
高等部1年（新入生）。黒組の一員。姉の新月とは双子の姉妹で新月とは対照的にややひねくれて斜に構えた性格をしている。黒組のトップであり、年下ながら不遜な態度のはじめと、それに淡々と付き従う新月に対しては含むところがあるようで、黒組としての活動にもどこか気だるげで投げやりな様子も垣間見せる。
新月と同じく棒術の使い手。入学当初の立ち合いでは黒組の作戦に沿って黒鉄・無道ペアを包囲、その星を落とそうとするも、はやてらの援護に現れた貴水・浅倉ペアに逆に妨害され敗北。以降もその性格から生真面目なみずちに対して何かと絡む場面が多く、徐々に好敵手としての認識を強めてゆく。
晴渡 当矢（はれわたり とうや)
中等部1年（新入生）。黒組の一員。非常に人見知りで気が弱く、いつも双月の背中に隠れてビクビクしている。しかし仕合いにおいては身につけたヤンキー風のカラスマスクを着用することで性格が一転、好戦的でアグレッシブになり、自分から相手を追い回す戦い方に豹変する。入学当初の立ち合いで貴水・浅倉ペアと対戦した際はその豹変ぶりに虚をつかれた蒼を追い込んだが、劣勢ながらも冷静さを失わずに対応した蒼の反撃により星を落とされ、酷く落ち込んだ姿を見せた。

### 矢野・園城組
矢野 鷹子（やの ようこ）
高等部1年（新入生）。黒組の一員。口調は丁寧だが古風で任侠のような言葉遣いをする。
新年度最初の星奪りで、自分達のDランクのデータを改竄してAランクの槙・ゆかり組に挑み、一時は槙の星を落としかけるが、ゆかりの援護により立て直した槙に打たれ、三つ目の鐘が鳴る前に敗れた。その後、二度目の星奪りで士道・斗南組と対戦、礼音がナンシーに敗れた一方で、シドに勝利している。礼音が燃焼してスリムになると慌てて栄養補給を促すなど、刃友である礼音の体型に並ならぬ執着を見せている。
園城 礼音（おんじょう れのん）
高等部1年（新入生）。黒組の一員で薙刀の使い手。物腰は穏やかで言葉も丁寧。非常にふくよかな体格をしているが、激しい運動をしてカロリーを消耗するにつれて急速に体型がスリムになっていき、食事を摂るとまた急速に太るという特殊な体質をしている。パソコンなどの電子機器の扱いに長けており、天地学園のシステムに侵入しての情報収集や黒組メンバーのデータ改ざん、校内放送のジャックなど、黒組メンバー内での参謀のような役割を担う。

### 青葉・赤沢組
青葉 テルマ（あおば てるま）
高等部1年（新入生）。黒組の一員。常に陽気に振るまい、目上・目下問わずフレンドリーな態度で接するため一見人なつこく見える性格。しかしその実、にこやかな笑みを浮かべたまま相手を恫喝したり、仕合いでは相手を痛めつけ、また自分も痛めつけられることを愉しむなどの危険な嗜好を持っており、同じ黒組の叶依からは「まっすぐにねじれている」と評されている。剣術以外に格闘術の心得があり、短剣に拳や足を交えての手数のある闘いが得意。入学当初の星奪りではOGとして参加した柳生を戯れに一蹴。またナギとの1対1の対戦ではポイントを奪うことよりも自身の欲求を優先して結果的に敗北したものの、一時はそのスピードでナギを圧倒した他、朱炎雪とは正式な対戦ではないものの血みどろの勝負を繰り広げており、その高い実力がうかがえる。
刃友である塁のことを「ルイルイ」と呼んで溺愛しており、塁の言うことに対しては素直。また高揚した際は唐突なディープキスを塁にしかけ、その度に鉄拳制裁を食らっているが、それすらもご褒美といった様子である。
赤沢 累（あかざわ るい）
高等部1年（新入生）。黒組の一員。目を覆い隠す前髪とそばかす、語尾に～スとつける体育会系の口調が特徴。陽気なテルマとは対照的に常に仏頂面で口数も少ないが、ケンカっ早く負けず嫌い。仕合いにおいては通常品よりも長さのある大太刀を使い、入学当初の星奪りでは流麗と対戦し合い打ちとなっている。またテルマ同様、格闘技の心得があり、素手の喧嘩も好む。同じ黒組メンバーで琉球空手を嗜む叶依とは一度やりあってみたいと話している。
テルマの熱烈な愛情表現に対しては鉄拳で応えるなど容赦なく接するものの、刃友として自分なりに慮る姿勢も見せており、ナギとの対戦で敗北したテルマの「発奮」に夜通しで付き合うなどの面倒見の良さも持っている。

### 山下・亀梨組
亀梨 透（かめなし とおる）
高等部1年（新入生）。黒組の一員。黒い眼帯を着用し、武器として槍を用いる。入学当初の星奪りでは月島・星河と対戦し敗れているものの、その本領は遠距離から相手の体の自由を奪うという謎の能力にあり、夏フェスではこの能力で玲をはじめとした天空寮生を窮地に追い込んだ。その際はファンタジーじみた呪文の詠唱や「漆黒の桎梏（ギガダークグラビティ）」という技名をあてるなど、多分に厨二病の気があるのが特徴。
山下 初雪（やました はつゆき）
高等部1年（新入生）。黒組の一員。ツインテールで見た目にそぐわない男子のような口調が特徴。刃友の亀梨を「トール」と呼び、同じくコンビネーションによる遠距離攻撃を得意としているが、その厨二病なノリにはついていけないらしく「やめよーやそういうの」と亀梨につっこみを入れる場面も見られた。

### 西川・横山組
西川 清香（にしかわ きよか）
中等部1年（新入生）。黒組の一員。ポニーテールを大きなリボンで結んでいるのが特徴。関西弁を話し、比較的はっきりと物をいうタイプ。
当初は叶依と刃友となる予定であったが、叶依がはっきりとした理由を告げずにこれを拒んだため、一時は叶依と険悪な雰囲気になり、制裁を加えようとする。しかしその状況を見かねたナギが叶依を庇うのを見て、2人が楔束するつもりであると（その時点では）勘違いし、矛を収めた。その後は幼馴染であった安楽と楔束し、2人で対抗戦に臨む。なお、叶依と刃友になる予定だったのは黒組の師、黒鉄大洋の指示によるものであり、清香自身も内心では幼馴染の安楽のことを気にかけていたことが、後に叶依の口から語られている。
入学当初の立ち合いでは雉宮・相楽組と対戦、地の星が落とされて窮地に陥ったが、雉宮が一方的につまずいて転倒したことで勝ち星を得た。
横山 安楽（よこやま やすら）
中等部1年（新入生）。一般剣待生。清香と同じく関西弁で、眼鏡をかけている。控えめな性格。清香には「ヤス」と呼ばれており幼馴染の間柄だが、黒組に選ばれなかったため、本来は清香と刃友になる予定ではなかった。しかし「長く一緒にいたもの同士が組んだほうがいい」という叶依の配慮によって最終的に清香と楔束し、共に対抗戦に臨んでいる。

### その他黒組剣待生
千種 京（ちぐさ みやこ）・飛鳥 なつめ（あすか なつめ）
ともに中等部1年（新入生）。千種はボーイッシュなベリーショート、飛鳥はくせっ毛が特徴。千種はやや生意気な言動が目立ち、刃友である飛鳥や先輩にあたる双月に煙たがられている。入学当初の星奪りでは吉備・犬神組と対戦、1つ上である2人を（主に千種が）下っ端と侮ってかかるも「どっちつかず流中途半端剣」に敗れる。飛鳥は短刀を2刀で扱う。
北川ゆい（きたがわ ゆい）・岩沢厚子（いわさわ あつこ）
ともに中等部1年（新入生）。ややクセのついたセミロングが北川、ストレートで糸目の方が岩沢。清香との楔束を拒む叶依を清香と共に問い詰め、制裁を加えようとするが、叶依のポイントに配慮して抜刀はせずにいた所を叶依に「優しい」と評されている。入学当初の星奪りでは、鈴木・相田組と対戦しこれを破っている。
大貫 あい（おおぬき あい）・吉村 夢乃（よしむら ゆめの）
ともに中等部1年（新入生）。前髪を上げている方が大貫。入学当初の星奪りでは増田・根本組と対戦し敗れている。
吾妻蝶々（あずま ちょうちょう）・高村都（たかむら みやこ）
吾妻は高等部1年、高村は中等部1年（ともに新入生）。吾妻は額に巻いたバンダナが特徴。入学当初の星奪りでは鬼吏谷・宝田組と対戦し、勝利した。その後の星奪りで朱・氷室組と対戦して敗北しており、朱と立ち合った吾妻が負傷している様子が見られた。

## 生徒会

### 天地・宮本組
天地 ひつぎ（あまち ひつぎ）
声 - 矢島晶子
天地学園生徒会長、兼学園長、兼学園理事であり、全剣待生の頂点に君臨する存在。高等部3年（初登場時は2年、学年のみで学級は記載なし）。
幼少期から剣に親しみ、母・真理の遺産である天地学園を剣の天国にするため、自身の入学と同時に「剣技特待生制度」を天地学園に導入。実家の財力を用いて学園を運営しながら、刃友の静久と共に実力でトップの座に上り詰めた。
口調や佇まいこそ堂々として落ち着いた貴人然としているが、その実非常にエネルギッシュかつパワフルで行動力に溢れており、さらにマイペースかつ唯我独尊で、学園や生徒達のことを「わたくしの～」と称し、「天地学園では私イズルール」などと公言して憚らない。また、非常に笑い上戸。
自分の興味と欲望に忠実で、何をするにもスケールが大きく派手なイベントを好み、特に剣待生に対しては、何かにつけておふざけや無理難題をしかけてはその悪戦苦闘する様子を面白がっている。しかしその一方で、自分を面白がらせてくれる者やチャレンジ精神溢れる者へは有形無形問わず援助を惜しまない器の大きさも持ち合わせており、またどのような生徒に対しても公平に、時に過保護に接する姿勢から、全校生徒に慕われている。
幼馴染であり刃友である静久に対しては、その天然ボケな言動を面白がる一方で、その存在に「依存している」と自ら口にするほど、全幅の信頼を寄せている。
剣技においては、常に半身に構え、剣を片手上段に振りかぶる独特な構えと、そこから柄尻を握った左手一本で剣を振るい、右手・右腕は左腕や刀身をアシストするように用いるという特異な剣術スタイルをとる。その剣は速さと強さを兼ね備えた文字通りの剛剣。そのパワーは断ち合い中に右手一本で相手を投げ飛ばしたり、キャッチボールでは捕球した後にようやく音が追いつくような剛速球を投げるなど、剣術以外の面でも遺憾なく発揮されている。
幼少期の事故で母を失うと同時に、自身も左足に障害を抱えているが、剣技に対する影響は基本的にないと言ってよい。身長166cm、体重53kg。
宮本 静久（みやもと しずく）
声 - 長沢美樹
ひつぎの刃友で幼馴染。高等部2年（初登場時は1年A組）。生徒会では会長であるひつぎの補佐と同時に、星奪りの合図である鐘を鳴らす役目を担い、鐘を撞く際は金属プレートのついたグローブを装着し、拳で鐘を殴りつける。腰には2本の剣を帯びているが、片方は刃友であるひつぎの剣。仕合いの際は右手に自らの剣と、左手にはひつぎが抜刀した後の鞘を持つ二刀流の剣術スタイルをとる。その剣は重さに加えて圧倒的なスピードを誇り、並みの剣待生では見切ることもできない。
幼い頃から天地家でひつぎと共に育てられたため、ひつぎとは公私を問わず固い絆で結ばれており、ひつぎに認められ共に過ごすことに生き甲斐を感じている。常に真剣で生真面目な性格で、ひつぎの思いつきやいい加減な言動をフォローし、時にツッコミを入れているが、生真面目すぎるあまり冗談が通じず、時折暴走したり天然ボケ的な一面を見せては、その度にひつぎの爆笑を誘っている。身長161cm、体重49kg。

### 神門・祈組
神門 玲（みかど あきら）
声 - 皆川純子
高等部2年（初登場時は1年D組）。中性的で整った容姿とボーイッシュな口調・性格で、ファンクラブが結成されるほど生徒に人気がある。自主トレーニング中に偶然にはやてと出会い、成り行きで自分の鍛錬法を教授したことから、はやてに「ししょー」と呼ばれ慕われている。周囲に振り回されやすい性格で、はやてやひつぎの奇行、紗枝の毒の混じったボケ・ツッコミに過剰な反応を見せる。
天地家に反目する良家の家系である神門家の長子として生まれ、男尊女卑な考えをもつ父を見返して神門家の後継ぎとして認められるべく、ひつぎを倒して天地学園を手に入れることを目標に剣待生となった。居合いを得意とし、斬撃のスピードははやてにも見えないほど速い。士道・斗南組とのエキシビジョンマッチを制した後、年度明けに会長組に頂上決戦を挑み、ひつぎと互角の激闘を繰り広げ紙一重の差で敗れた。仕合後、罰ゲームと称して学園の権利書をひつぎから譲られ、それを携えて実家へ戻り神門家の後継者となれるよう掛け合ったが、父にその意思がないと知り実家と決別、権利書を手に紗枝と共に学園へ戻っていった。
頂上戦に敗北したためDランクまで落ちたが、頂上戦に触発された特Aランカー全員が自分を鍛え直すと言ってSランク入りを辞退したため、再びSランカーを目指して星奪りに参加しながら、臨時役員として生徒会の運営に関わっていた。その後、寮対抗戦の導入に伴う生徒会の再編によって、再び正式に生徒会の一員となった。身長164cm、体重52kg。
祈 紗枝（いのり さえ）
声 - 伊藤静
高等部2年（初登場時は1年D組）。玲の幼馴染で刃友。実家は神門家と家同士の付き合いがあり、玲の従兄弟の玲一と政略縁談による婚約関係にある。いつもにこやかな笑みを絶やさず物腰も柔らかいが、毒舌家で言葉と行動に容赦がない。普段は刃友である玲をからかって遊ぶことも多いが、その裏では互いに強い信頼関係で結ばれている。はやてを始め、玲を慕う人間に対しては情が厚い一方で、玲のことを軽んじたり害をなそうとするものには敵対的かつ辛辣。また婚約者である玲一のことも蛇蝎の如く嫌っている。
普段は通常の剣を用いているが、幼い頃から学んでいた薙刀を最も得意とし、卒業乱奪りでは途中から槍を、頂上戦では柄頭同士をつなげた二本の剣を使用していた。また剣待生の頂点である天地・宮本組に対抗するために「目」を鍛えており、剣待生の中でも非常に優れた動体視力を持つ。頂上戦では対静久に特化した戦法で静久を倒したが、体力切れのため続くひつぎ戦の途中で脱落、仕合いに乱入してきた玲一に連れられ外国への旅路につこうとしていた。しかしあくまで自分や玲を見下した接し方しかしない玲一に愛想を尽かし、ナンシーに教えられた罵倒の文句で婚約を破棄、玲と共に学園へ戻っていった。
その後、玲と同じく臨時役員として生徒会に残り、再び白服に返り咲いた。頂上戦後は薙刀を武器にしている。身長164cm、体重50kg。

### 上条・染谷組
染谷 ゆかり（そめや ゆかり）
声 - 前田愛
高等部1年（初登場時は中等部3年C組）。Aランカー。綾那の幼馴染で元刃友。幼少期から剣道場に通っていたことがきっかけで、近所に引っ越してきた綾那と出会う。当時、剣に対してトラウマを抱えている綾那が自然体で打ち合える唯一の存在で、ゆかりの協力もあって綾那がトラウマを一旦克服した後、一緒に剣待生として天地学園へ入学するよう誘い、刃友となる。
しかしある事件をきっかけに綾那と楔束を解消、現在は槙を刃友としている。綾那との楔束を解消する原因となった朱・氷室組との仕合で重傷を負ったため、左目から左頬にかけて大きな傷痕が残っている。その剣は基本に忠実で隙がない。
楔束を解消して以来綾那との間にわだかまりが残り、綾那の前では頑なに冷たい態度をとっていたが、本心では何かと気に掛けており、槙に綾那のことを語って聞かせる時には、無意識に楽しそうで誇らしげな様子になっていた。一方で綾那の新しい刃友であるはやてに対する気持ちが長く定まらず、接触や会話を意図的に避けていたが、はやてと綾那が朱・氷室組を破った後、自分たちとの仕合が済んだら勝っても負けてもマスコットを受け取るという約束をはやてと交わした。
新年度二度目の星奪りではやて・綾那組と対戦し、綾那との1対1の打ち合いの中でその秘めていた心中を吐露。互いの間にあったわだかまりを解消して全力で打ち合い、最後は強烈な一撃を受けて敗れた。その後、寮対抗戦の導入に伴う生徒会の再編によってSランカーとなり、槙と共に生徒会の一員となった。
傷痕が残って以来、綾那を刺激しないよう左目を隠すような髪型にしていたが、綾那戦後は前髪を上げて両目を出した髪型に変えている。身長156cm、体重42kg。
上条 槙（かみじょう まき）
声 - 進藤尚美
高等部2年（初登場時は1年E組）。ゆかりの現刃友。Aランクの剣待生でありながら1年生にして美術部部長を務め、展示会にも作品を数多く入選させているが、本人は剣と美術どちらにも自分の道を見出せないことに苦悩していた。おっとりした物静かな雰囲気をしているが、考え方が求道的で極端にポジティブな上に天然ボケの気もあり、情緒不安定なほど涙脆い。ゆかりと楔束する前の1年間は、刃友が転校していったことから一般生徒となり、星奪りには参加していなかった。
当初はオーソドックスな剣術を使っていたが、本来は母親から教わったフェンシングを得意としており、朱・氷室組との対戦で右手を負傷したことからスタイルを変更。仕合後は負傷の回復を待つ間に剣をサーベルへと改造し、炎雪戦を控えたはやての特訓を買って出た。
新年度二度目の星奪りではやて・綾那組と対戦。時間終了間際、追い詰められてナギと同じ構えを見せたはやての攻撃をかわして反撃を叩き込み、勝利した。回り込むような軌道を描く剣撃を決め技として持ち、前述のはやて戦での決定打になった他、卒業乱奪りではこの技で斗南から1本を奪っている。身長165cm、体重52kg。

### 月島・星河組
星河 紅愛（ほしかわ くれあ）
声 - かかずゆみ
高等部2年（初登場時は1年B組）。元Sランカー。努力や根性を嫌い、策略を巡らせて勝つことを信条としている。そのため剣技の腕前はSランクとしては見劣りするものだが、それを補う戦略とみのりの存在によって白服まで上り詰めた。趣味はネイルアート。
頂上戦に挑まないという玲たちとの協定を破ってひつぎに戦いを挑み、ワイヤーを仕込んだ特注の剣で左足を封じたかに見えたが全く通用せず、みのり共々完全にあしらわれて敗北した。Sランクから転落した後は、勝利に対する執念が以前より強くなった様子が見られ、ひつぎとの再戦を誓って一から星奪りに参加する。一方で、Dランク落ちしたにもかかわらずひつぎの命令で引き続き生徒会の運営に駆り出されている。
さらに新年度のシステム変更と対抗戦の開催を受けて、新寮となる「天空寮」の寮長に（強制的に）任命されており、不承不承ながらも寮長としてのリーダーシップを発揮している。身長153cm、体重42kg。
月島 みのり（つきしま みのり）
声 - 折笠富美子
高等部2年（初登場時は1年F組）。体格に似合わないほどの大食いで、登場シーンにおいても常に何かを口にしている事が多い。星奪りに参加している主な理由も好物のお菓子の購入資金を手に入れるためであり、頂上戦を制してお菓子の校舎を立てることが目標。自分の身長より大きい長刀を脇にたばさんで片手で振り回す腕力の持ち主で、二人がSランクまで勝ち上がってこれたのはみのりの実力によるところが大きい。頂上戦に敗れた後は、再挑戦になると賞金が出ないと知りながら、紅愛と共に生徒会の仕事を手伝いつつ再びSランクを目指している。身長150cm、体重40kg。

### 士道・斗南組
シド / 士道 美沙子（しどう みさこ）
声 - 日笠陽子
高等部2年（初登場時は1年G組）。通称シド。フェルナンデス・ZO-3（PIE-ZO）を常に持ち歩いている自称パンクロッカーで、会話の端々にスラングを織り交ぜるなど非常に口が悪く、単純な性格で頭も悪く、また普通に喋っていることを珍しがられるほどに普段からハイテンションな性格をしているが、外見に似合わず弱気な一面もある。月島・星河組と入れ替わりでSランク入りした。
楽器の購入資金のために星奪りに参加し、良家の出身である玲を倒すために生徒会入りし白服となった。武器はグレートソードのような超大型の広刃剣で、それを猛スピードで連続して振り回す。会長組への挑戦権を賭けた神門・祈組とのエキシビジョンマッチでは、Aチームの細工で剣に異常の発生した玲に一太刀浴びせ、肋骨を折る重傷を負わせたが、直後に太刀筋を見切られて強烈な反撃を受け、敗北した。
実家が大家族な上に貧乏だったためか料理を特技としており、食べられる野草の知識も豊富である。頂上戦後は槍を武器にしている。身長165cm、体重51kg。
ナンシー / 斗南 柊（となみ しゅう）
声 - 沢城みゆき
高等部2年（初登場時は1年C組）。シドからは何故かナンシーと呼ばれている。シドと同じく非常に気性が激しく口も悪いが、根は面倒見のいい姉御肌。シドと違い強気一辺倒の性格で、時折弱気になるシドを暴力的に叱咤している。
武器は護拳つきのコンバットナイフ。横須賀出身で米軍基地仕込みのナイフ格闘術を使い、剣を使った攻撃だけでなく蹴りなどの徒手格闘も多用する。星奪りや生徒会にさほど関心がなく、シドの付き合いで星奪りに参加していたが、神門・祈組とのエキシビジョンマッチ以来紗枝をライバル視するようになり、シドを説得して再戦を誓った。一方で、卒業乱奪りで剣を交えた槙のことも強く意識している。
新年度2度目の星奪りの直前、嫌がるシドを強引に引き連れて頂上戦に挑みわずか3分間で敗北、Dランクへ陥落した。その後、生徒会を離れて大地寮に入り、シドと共に黒組に協力している。頂上戦後は護拳のない短刀を武器にしている。
母親は男癖がかなり悪く、父親がしょっちゅう入れ替わっているらしい。身長169cm、体重54kg。

### その他の生徒会関係者
帯刀 洸（たてわき ひかる）
声 - 浅野まゆみ
生徒会役員。生徒会の事務的な仕事を一手に引き受けている。「ひつぎ様の一の側近」を自称してひつぎを一方的に敬愛しているためか、他の白服（特に静久）に対しては露骨に邪険な扱いをしている。常にテンションが高く、静久とは別の意味で生徒会のお笑い担当だが、ひつぎからはぞんざいに扱われている。
本人が戦闘している場面は未だ一度もなく、剣待生であるかどうかについても触れられていない。常日頃からひつぎの剣技を見続けているため、動体視力だけは驚異的なものになっている。身長168cm、体重56kg。

## 天地学園職員
紅蜂 清子（べにばち きよこ）
事務局の受付のおばさん。愛煙家で、いつも煙草を吸っている。角川版第1巻では、作者のミスで紅「峰」清子となっている。身長167cm、体重56kg。年齢は永遠の46歳。
小竹 莉菜（こたけ りな）
J組のジャッジ隊（ジャージ・ジャッジ隊）を率いるリーダー。ジャッジ隊は『天地の眼』と呼ばれ、特別な訓練を受けている。身長162cm、体重50kg。19歳（コミックス9巻時点）
瓜生 愛（うりゅう あい）
保健師であり、I組のナース隊を率いるキャプテン。数週間全く怪我人が出ないと、禁断症状が現れる。仕事熱心すぎるあまり、本来の自分の仕事を見失うような発言が目立つ。身長171cm、体重55kg。23歳（コミックス9巻時点）
黒鉄 流麗（くろがね ながれ）
はやてとナギの養母で剣術の師匠。剣術道場の経営だけでは生活が苦しいと言って、ナギの入学に合わせて学園の食堂に就職した。「父親に当たるやつが旅に出たから」などの理由ではやて・ナギに母でなく父として接しており、周囲を混乱させている。豪快な性格であまり周囲に気遣いをしていないように見えるが、玲の負傷やひつぎの足の障害を一目で見抜くなど、観察眼は鋭い。巨乳。身長174cm、体重58。29歳（コミックス10巻時点）
紅蜂と意気投合し、飲み友達になっている。人付き合いが苦手なナギの頼みを受け、ナギの刃友になるため職員でありながら剣待生の資格を得るが、元々の目的を忘れてアルバイトの柳生と楔束してしまった。
柳生 真（やなぎ まこと）
初登場時は高等部3年生、現在はOG。漫画に登場する忍者のような容貌をしている。古風な口調で話し、自己紹介する時は苗字を「やぎゅう」と名乗っている。
ひつぎより上の学年で唯一残った剣待生で、在学時の最高ランクはD。但しDランクは最後まで単刃で星の加算が一切なかったためという面もある。元々は文学少女で外見も普通だったが、在学中に時代小説の影響で剣待生を志し、各種剣術を本やビデオなどで研究して我流で剣の腕を磨いた。寮には住まず、裏山（火風水岳）の丸木小屋で一人自給自足の生活を送っており、時折食料を奪いに来る炎雪と小競り合いを繰り返していたが、結果は連戦連敗であった。
ナギの復学をきっかけに寮を家出してきたはやてと成り行きでコンビを組み、ひつぎが仕掛けた卒業イベント・全剣待生対卒業生の乱奪りに挑戦。山中に様々なトラップを仕掛けて剣待生を妨害し続け、インターセプトの白服も入り乱れる乱戦の末、最後ははやてに星を譲った。
かつて玲に散々追い回されて泣かされた事があり、その雪辱のために玲との再戦を望み続けていた。卒業式当日、ひつぎの承認のもと玲との一本勝負を行って一撃で敗れ、満足したように学園を卒業していった。卒業後は就職活動に励んでいるがうまくいかず、現在は学園の食堂でアルバイトとして流麗の下で働きながら、流麗と楔束して剣待生として復帰している。はやてからは「オヤビン」と呼ばれている。身長167cm、体重55kg。

## その他登場人物
ちはる
はやてとナギが育った孤児院「たんぽぽ園」の先生。女手ひとつで孤児院を経営している。はやてを恋愛対象として見ており、はやての嫁を公言している。はやてに接する時以外は比較的常識人。
みき
たんぽぽ園の園児。多分にませた子供で、はやてにはよく懐いて将来結婚すると主張している。学園祭でAチームにさらわれ人質にされていたが、本人はまるで恐れておらず、事情を知らないみのりにいつの間にか救出されていた。
シャバ蔵（シャバぞう）
声 - 大塚芳忠
金融業者「スマイリーファイナンス」社員。絵に描いたようなヤクザ風の外見で、たんぽぽ園に借した800万円の借金を取り立てている。会社では社長の傍にいることが多く、多くの舎弟を従えている様子。
スマイリーファイナンス社長/浅倉 泉(あさくら いずみ)
みずちの母親。たんぽぽ園の土地を狙っており、順調に進んでいた借金の返済を阻止するため、みずちを使ってはやてを妨害するも失敗、その後みずちから事情を聞いた綾那に会社を襲撃され、無茶な取り立てから手を引かされた。名前は、コミックス付属の家庭調査により判明。
神門 玲一（みかど りょういち）
玲の従兄弟で、紗枝の婚約者。玲や紗枝だけでなく周囲の人間全てを見下したような態度をとっており、接する人間全員から嫌悪感を抱かれている。頂上戦の途中で退場した紗枝を学園から連れ出し、自分の妻として外国へ連れていこうとしたところ、拒絶された挙句に笑顔で口汚く罵られ、ショックのあまり泣き崩れていた。名前が「れいいち」となっているシーンもある。
祈 紗希（いのり さき）
紗枝の妹。天地とは異なる学校に通う中学1年生で、はやてとは同学年にあたる。しっかり者で、玲一との政略結婚や玲の天地奪取に付き合わされている紗枝を心配しており、2人（特に玲一）のことを敵視している。
天地 しげる（あまち しげる）
ひつぎの実父で、天地家の婿養子。グループの経営で世界中を飛び回る忙しい生活を送っている。大らかな性格でひつぎや静久の行動に理解を示し、ひつぎからも慕われている。
黒鉄 大洋（くろがね たいよう）
はやてとナギの養父で流麗の夫。たんぽぽ園からひきとった2人に剣を通じて家族になるために剣術を教え込んだ。
天地夫妻の旧友であり、生前に世話になったひつぎの亡き母・真理との約束で、その娘であるひつぎに試練を与えるべく、全国を放浪して各地で多くの少女剣士を育て、「黒組」として学園に送り込んだ。33歳。
ZLAY
『2』第2巻巻末で『ストロベリーシェイクSweet』からゲスト出演。天地学園のJCとJKを釣りにきたが、「女子の匂いがしない」と早々にやる気をなくし、生徒達から不評を買う。唯一、綾那だけはあるゲームのED曲を歌っていたことに気づいて釣られた。